# Фосколо, Уго
Никколо́ Уго Фо́сколо (итал. Niccolò Ugo Foscolo; 6 февраля 1778, Закинф — 10 сентября 1827, Тёрнем-Грин) — итальянский поэт и филолог.

## Биография
Фосколо родился 6 февраля 1778 года на ионическом острове Закинфе. Его мать Диамантина была гречанкой, отец — Андреа Фосколо — был знатным венецианцем, врачом; в то время семья жила в Сплите. После смерти отца в 1788 году семья переехала в Венецию.
Уго окончил Падуанский университет. Он был горячим поклонником французской революции и Бонапарта, в котором видел ее воплощение и от которого ожидал освобождения Италии. В 1797 г. он поставил на венецианской сцене трагедию «Tieste», встреченную публикой сочувственно; в ней видно подражание Альфьери. Он поступил в цизальпийский легион, сражался под командой Массены против австрийцев, прославлял Наполеона в оде, но после битвы при Маренго покинул войско, так как ход событий его более не удовлетворял.
В 1799 г. был опубликован его знаменитый роман «Vera storia di due amanti infelici», в переработанном виде вышедший в свет в Милане в 1802 г. под заглавием «Ultime lettere dі Jacopo Ortis».
В 1804 г. Фосколо перевёл и издал с научными комментариями гимны Каллимаха. Политическое негодование Фосколо выразил в «Orazione a Buonaparte», написанной, когда он заседал на созванном Наполеоном собрании цизальпийских депутатов, но напечатанной лишь после падения Наполеона. Большой популярностью пользовалась элегия Фосколо «I sepolcri» (1807 г.), вызванная смертью в крайней бедности его учителя и друга Парини. 
В 1808 г. Фосколо получил кафедру итальянского красноречия в Павии и сразу создал себе громкую известность как профессор; но через несколько месяцев был лишен кафедры по политическим причинам. Вскоре после этого он поставил в Милане драму «Ajace», в которой, несмотря на классическую форму, нетрудно было усмотреть Наполеона и других современников в образе греческих героев; драма была запрещена, Фосколо был выслан из Ломбардии и поселился во Флоренции. Там в 1813 г. он поставил новую драму, «Ricciardi», из средневековой итальянской истории. Драма была тоже запрещена после первого представления. 
В 1813 г. Фосколо получил возможность поселиться в Милане, но после вступления в него австрийцев счел более удобным уехать в Швейцарию, потом в Великобританию. В эмиграции он посвятил себя по преимуществу литературной критике и истории литературы, написал по-английски ряд статей об Италии, проникнутых крайним пессимизмом относительно её будущности.
Фосколо умер 10 сентября 1827 года в Тёрнем-Грине близ Лондона и был похоронен на кладбище у церкви Св. Николая в Чизике, где до сих пор есть его мемориал. Через 44 года после смерти, в 1871-м его прах был перезахоронен в пантеоне флорентийской базилики Санта-Кроче.

### Издания на русском языке
- Последние письма Джиакопо Ортиса. // Антология В. Гёте. Страдания молодого Вертера. Х. Валера. Иллюзии доктора Фаустино. У. Фосколо. Последние письма Джиакопо Ортиса. (Серия: История молодого человека XIX столетия) — Москва. Журнально-газетное объединение. — 1932 год. 328 с. Тираж 40000 экземпляров.

- Последние письма Якопо Ортиса. // Переводчик Г. П. Смирнов. — Москва. Государственное издательство художественной литературы. — 1962 год. 184 с. Тираж 30000 экземпляров.

- К Флоренции (стихотворение) // Переводчик: Евгений Витковский. // Антология Поэзия народов мира. (Серия: Библиотека мировой литературы для детей) — Москва. Детская литература. — 1996 год. Страницы 275—276. Тираж 25000 экземпляров.